# International Building (Rockefeller Center)
Das International Building, offiziell 45 Rockefeller Plaza, auch 630 Fifth Avenue, ist ein Wolkenkratzer im Stadtbezirk Manhattan in New York City, USA. Das 1935 im Stil des Art déco fertiggestellte Gebäude ist Teil des von 1931 bis 1939 erbauten Rockefeller Center.

## Lage
Das Bürohochhaus befindet sich zwischen der Fifth Avenue und der Rockefeller Plaza sowie zwischen der West 50th und 51st Street an der Nordostecke des Rockefeller-Center-Komplexes in Midtown Manhattan. Westliches Nachbargebäude ist das 50 Rockefeller Plaza. Südwestlich steht mit dem 259 m hohen Comcast Building (30 Rockefeller Plaza) das höchste Gebäude des Rockefeller Centers. Direkt gegenüber jenseits der Fifth Avenue befindet sich die St. Patrick’s Cathedral.

## Beschreibung
Das Gebäude wurde von den Architekten Reinhard & Hofmeister entworfen und von 1934 bis 1935 erbaut. Die Eröffnung fand am 1. Mai 1935 statt. Der Wolkenkratzer ist 156,1 m (512 Fuß) hoch und hat 41 Stockwerke. Er ist von der Fifth Avenue zurückversetzt und umfasst zwei bis zur Fifth Avenue reichende sechsstöckige Flügel, die mit Palazzo d’Italia und International Building North bezeichnet werden. Auf deren Dächern hat man mit Bäumchen bepflanzte Gärten und Terrassen angelegt. Die beiden Flügel flankieren einen Vorplatz, auf dem sich die Atlas-Statue von Lee Lawrie befindet. Die Fassade des Bauwerks besteht aus Kalkstein und Granit. Die Eingänge des Gebäudes sind mit kunstvollen Dekorationen mehrerer Künstler gestaltet. Durch den Haupteingang an der Fifth Avenue gelangt man in die dreistöckige Lobby mit Säulen und Wänden aus grünem Tinos-Marmor und Rolltreppen. Der Boden der Lobby besteht aus dunkelroten und grünen Terrazzoplatten mit Streifen aus Nickelbronze an den Eingängen.
Das International Building wurde am 23. April 1985 von der Landmarks Preservation Commission zum Wahrzeichen von New York City erklärt und am 23. Dezember 1987 in das National Register of Historic Places aufgenommen.
Tishman Speyer Properties und Lester Crown aus Chicago erwarben im Dezember 2000 die ursprünglichen 14 Gebäude und Grundstücke des Rockefeller Center einschließlich des International Buildings für 1,85 Milliarden US-Dollar. 2008 erfuhr die Atlas-Statue eine Restaurierung. 2021 fand eine Renovierung der East Lobby und der Innen- und Außenbeleuchtung statt. Im Flügel North wurde im Juni 2021 ein Lego-Store eröffnet, im Flügel Palazzo d’Italia befindet sich ein Store des Modeunternehmens Banana Republic.

## Ansichten

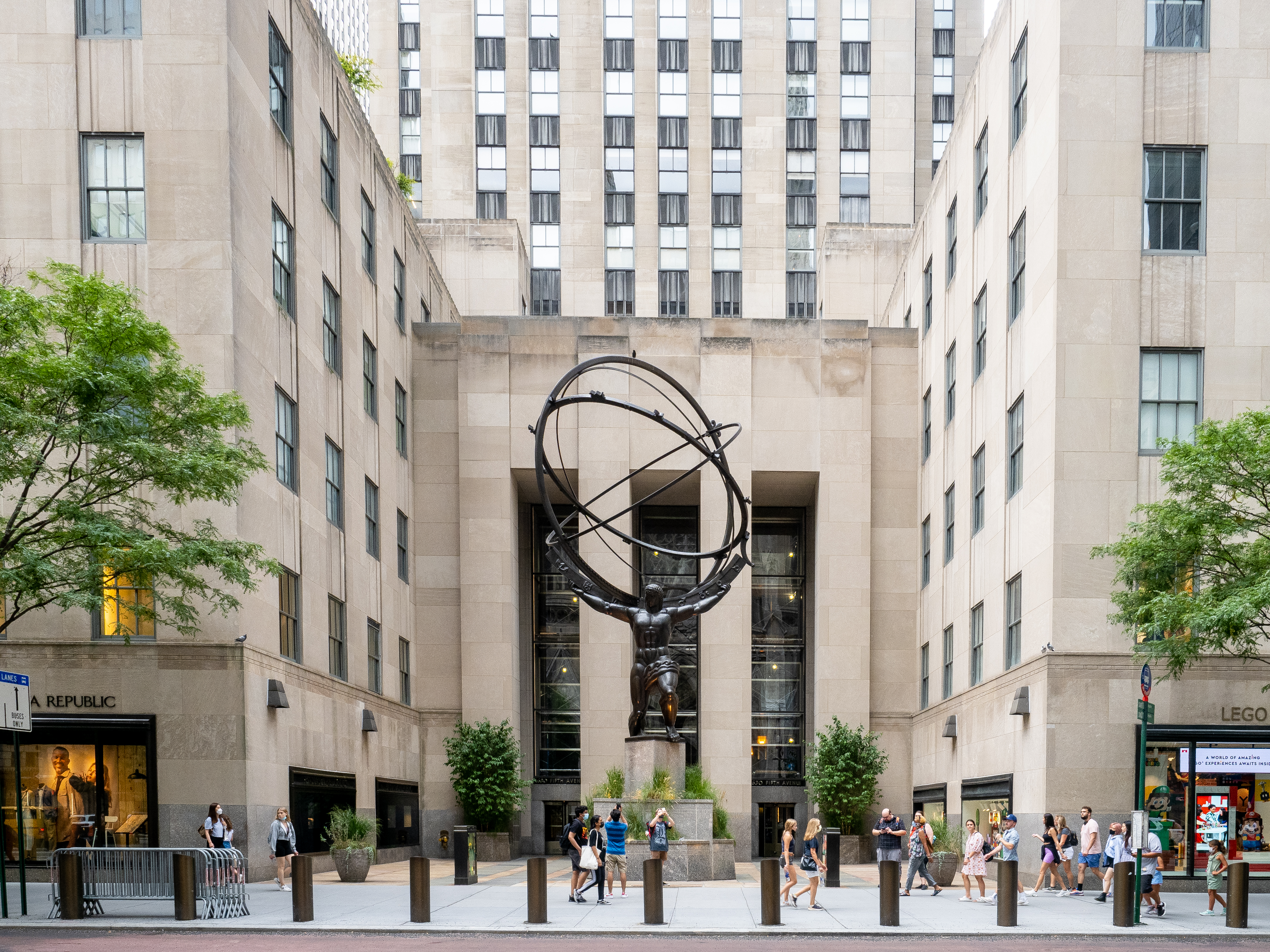
Basis mit Atlas-Statue an der Fifth Avenue
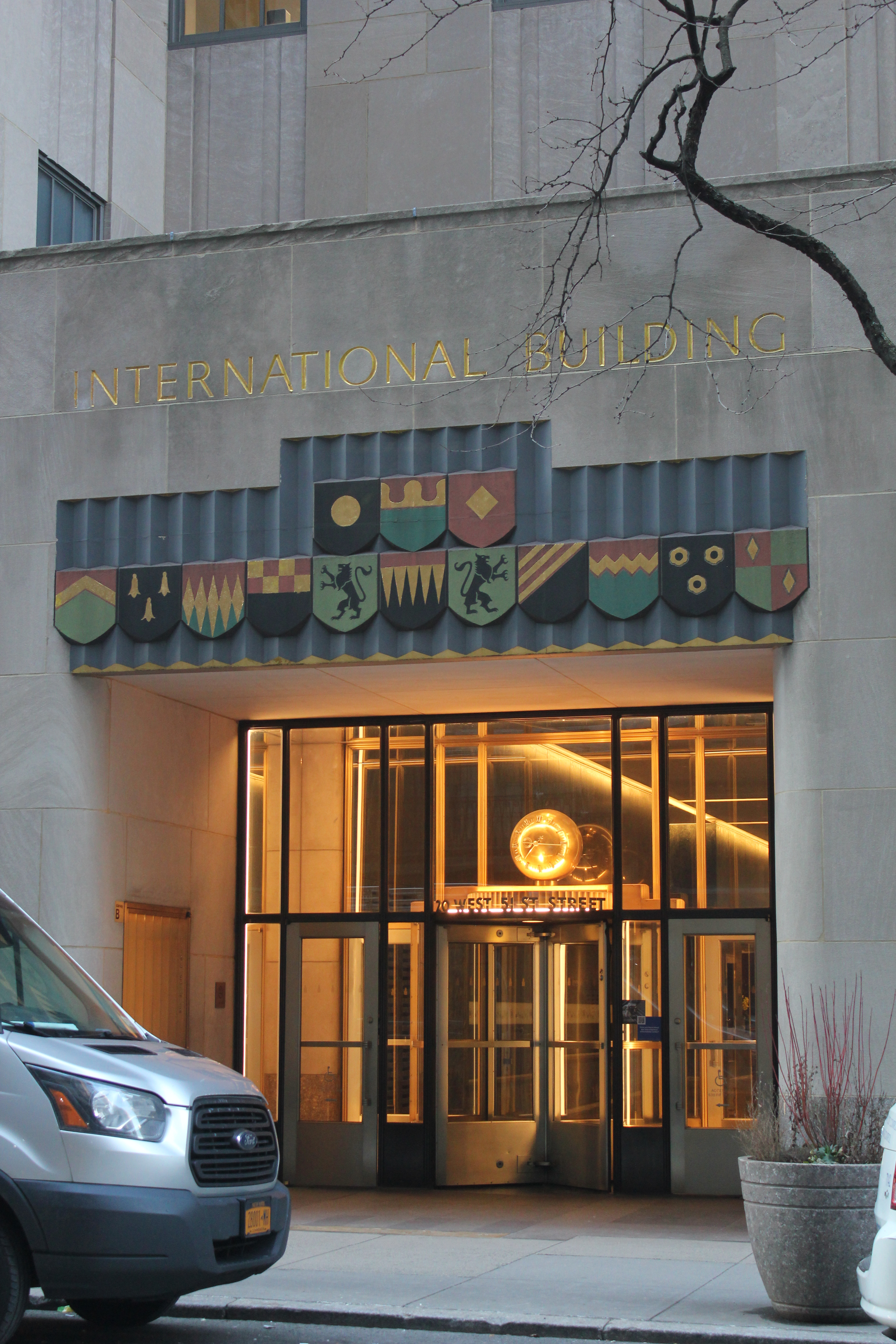
Der Eingang in der 51st Street
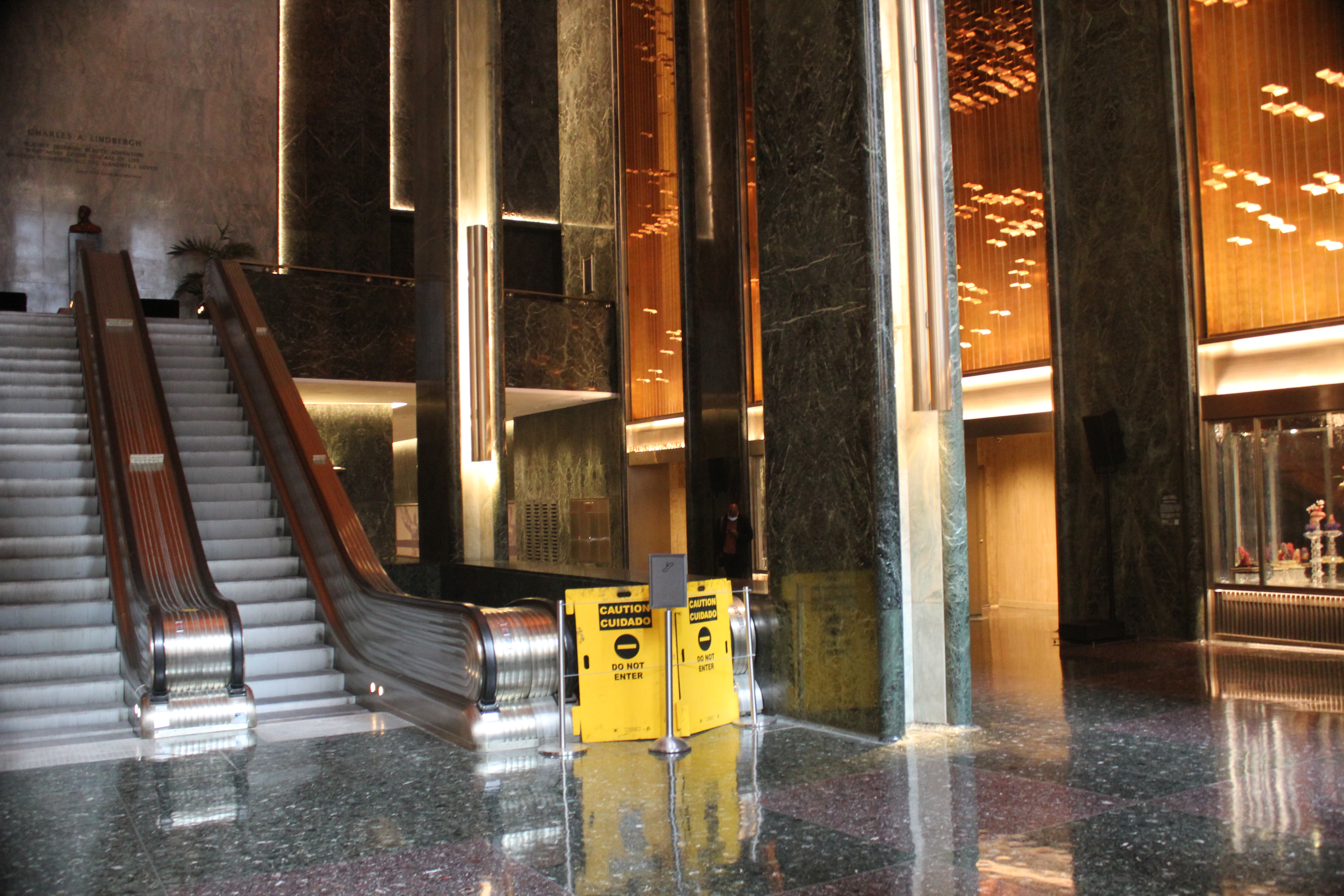
Die East Lobby im International Building
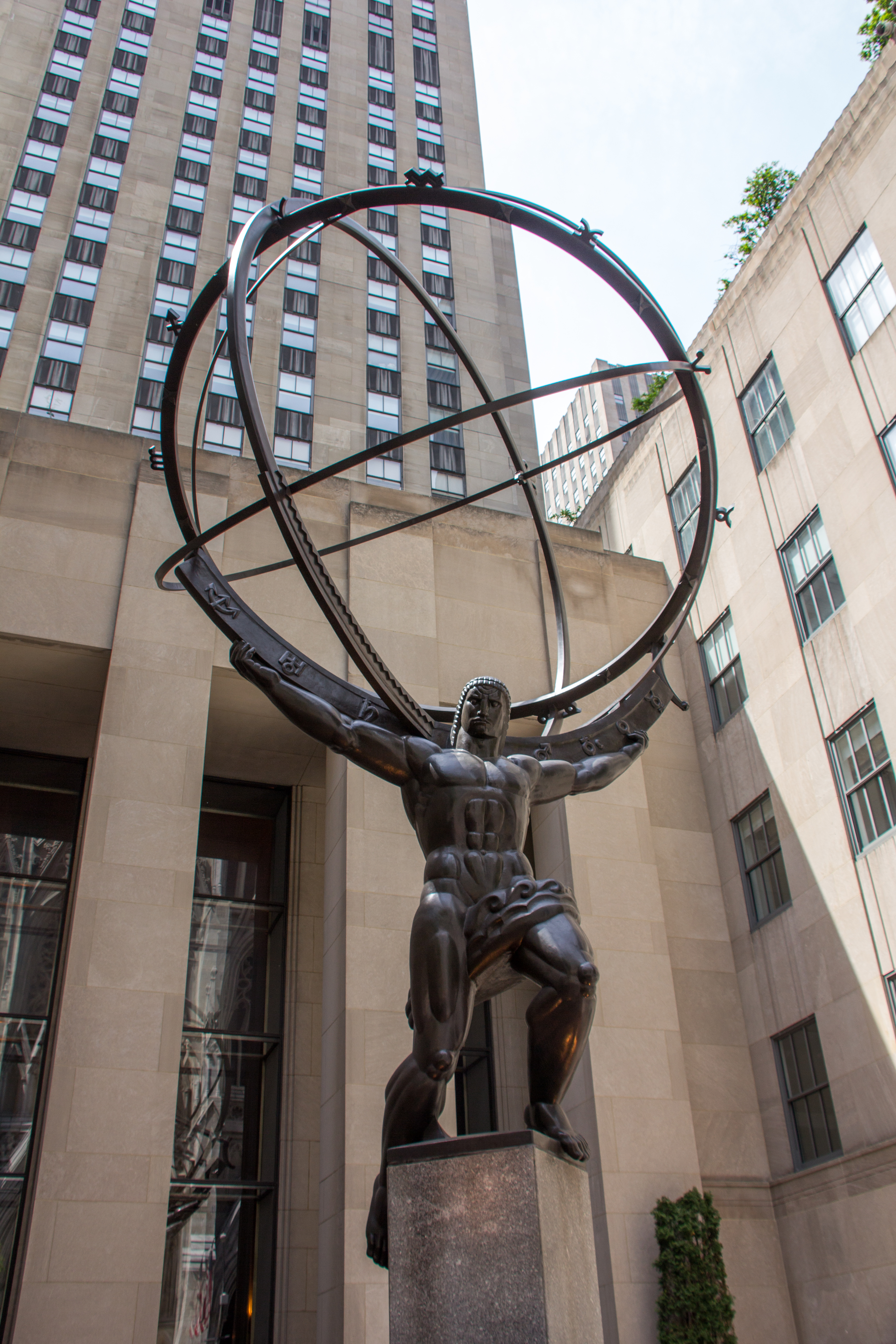
Die Atlas-Statue vor dem Büroturm
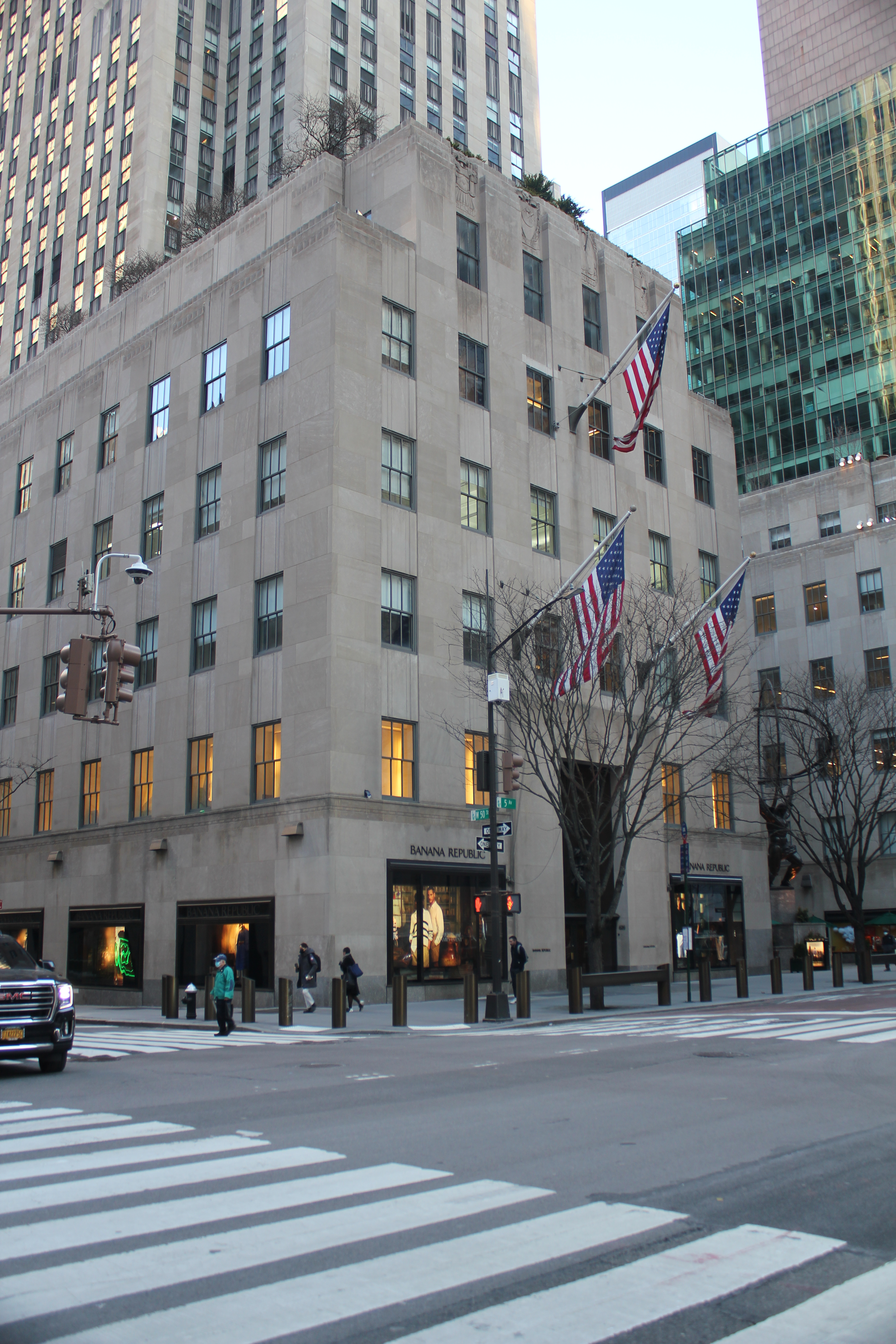
Der Gebäudeflügel „Palazzo d’Italia“
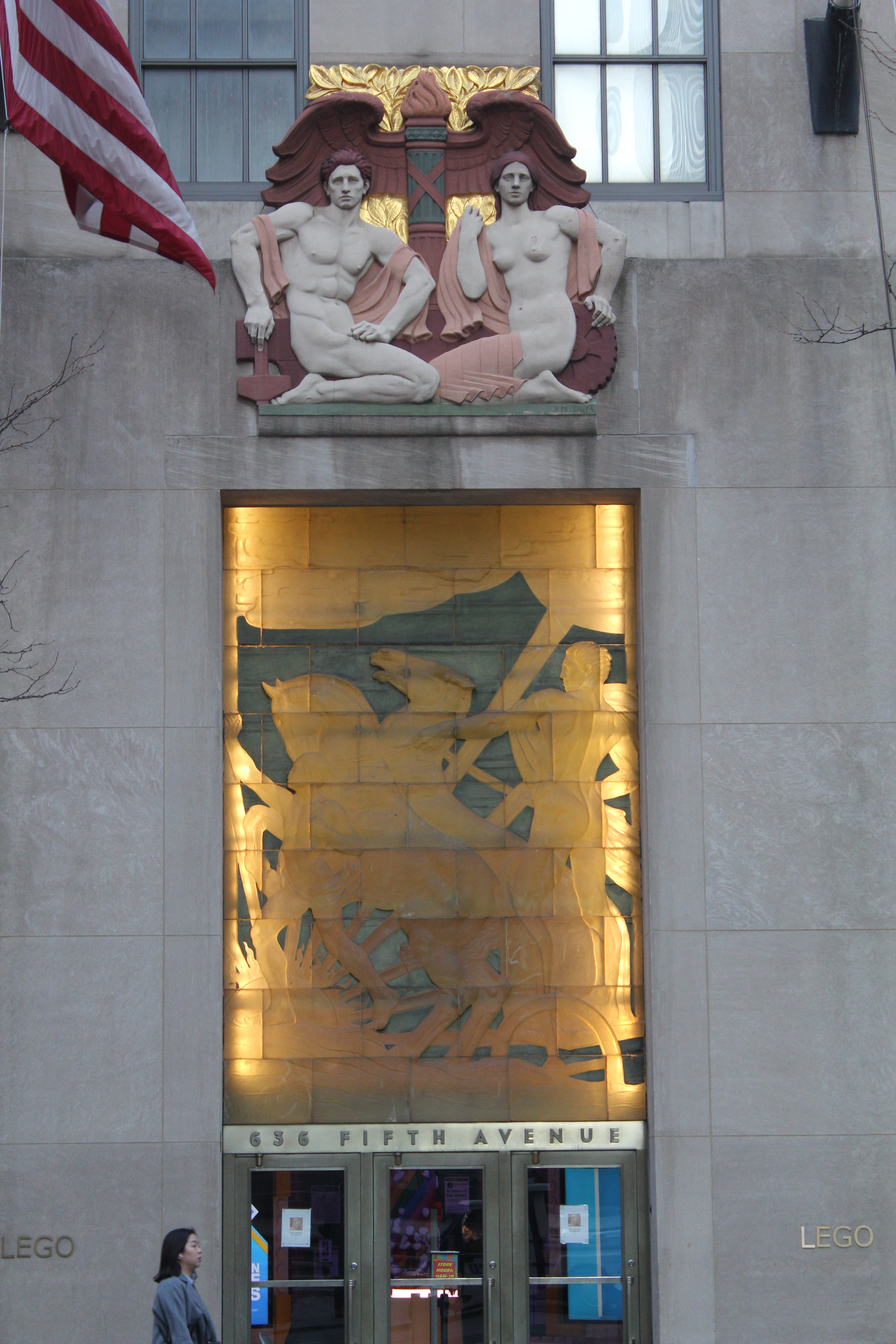
Eingang am Gebäudeflügel „North“

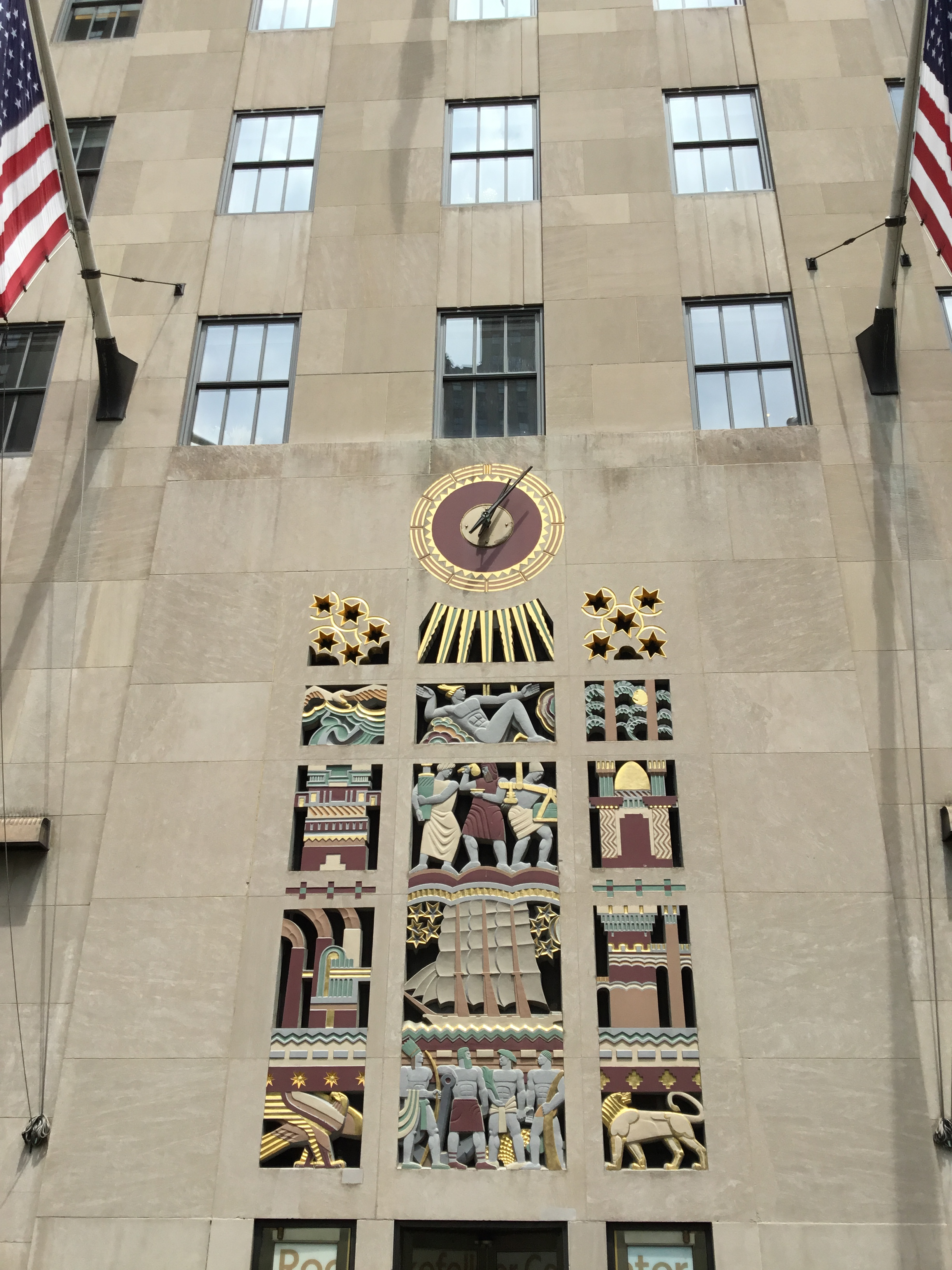
Dekorative Gestaltung über einem Eingang in der 50th Street